# The Warlocks
The Warlocks — американская рок-группа из Лос-Анджелеса, основанная в 1998 году гитаристом и певцом Бобби Хекшером. Музыка группы характеризуется использованием различных стилей — от психоделического рока до дроун-музыки. Состав The Warlocks часто менялся и единственным постоянным участником группы является Хекшер.

## История

### Создание и контракт с Bomp!
Группа была основана в 1998 году в Лос-Анджелесе музыкантом Бобби Хекшером и названа «The Warlocks». Это название использовалось Velvet Underground и Grateful Dead в начале их карьер. Хекшер переехал в Лос-Анджелес из Флориды вместе со своей семьей в возрасте 15 лет. Его первым музыкальным инструментом была виолончель.
До создания группы Хекшер принимал участие в различных музыкальных коллективах Лос-Анджелеса, включая Charles Brown Superstar, Don Knotts Overdrive (позднее переименованная в Headset), Magic Pacer, The Brian Jonestown Massacre, а также записал басовые партии для альбома Stereopathetic Soulmanure Бека.
Группа The Warlocks отыграла свой первый концерт 4 июля 1998 года. Новую группу сравнивали с Spacemen 3 и Velvet Underground времен White Light/White Heat. В октябре 2000 был заключен контракт с Bomp! Records и в том же году вышел дебютный мини-альбом группы. Годом позже группа выпустила свой первый полноформатный альбом, получивший название «Rise and Fall».

### Контракты с Birdman и Mute
После выхода дебютного альбома группа покинула Bomp! и заключила контракт с Birdman Records. На новом лейбле в 2002 сначала вышел EP «Phoenix», а затем и полноформатный альбом с таким же названием. Альбом получил положительный отзывы прессы. В записи альбома принял участие Питер Кембер из Spacemen 3 и Spectrum. После выхода альбома группа гастролировала вместе с Black Rebel Motorcycle Club, The Raveonettes и Interpol.
Вскоре группа ушла с лейбла Birdman и заключив контракт с Mute Records, в 2005 году выпустила альбом Surgery, спродюсированный Томом Ротроком. На этом альбоме группа отходит от характерного для предыдущих релизов психоделического звучания, в сторону поп-музыки, сохраняя при этом жесткий «роковый» звук. Песни на этом альбоме короче и более структурированы, чем на предыдущих дисках. Запись альбома сопровождалась давлением со стороны лейбла, и музыканты остались недовольны финальным продуктом. Релиз вызвал смешанные отзывы критиков. Альбом не имел коммерческого успеха и Mute расторгли контракт с группой.

### Последующее творчество
После выхода Surgery группа активно гастролировала по всему миру, а состав участников неоднократно менялся. В 2007 году на Tee Pee Records вышел новый альбом «Heavy Deavy Skull Lover». По заявлению Хекшера, диск был записан за одни выходные, после чего все музыканты покинули группу. Альбом является более мрачным и более экспериментальным, чем предыдущие.
В 2009 году вышел следующий альбом группы, который получил название «The Mirror Explodes». В записи принял участие Джон Сантьяго из Pixies.
23 ноября 2013 года группа выпустила альбом «Skull Worship».

## Дискография

### Альбомы
- Rise and Fall (2001)
- Phoenix (2002)
- Surgery (2005)
- Heavy Deavy Skull Lover (2007)
- The Mirror Explodes (2009)
- Skull Worship (2013)
- Songs From The Pale Eclipse (2016)
- Mean Machine Music (2019)
- The Chain (2020)
- In Between Sad (2023)

### Онлайн-альбомы и сборники
- EXP (2010)
- Rise and Fall : EP and Rarities (2010)
- Enter At Your Own Skull : Unreleased Volume One (2011)

### EP
- The Warlocks (2000)
- Phoenix (2001)

### Синглы
- Baby Blue (2003)
- Shake The Dope Out (2003)
- Hurricane Heart Attack (2003)
- It’s Just Like Surgery (2005)
- Come Save Us" (2005)
- Isolation"/"Red Camera (2006)

## Состав группы
- Бобби Хекшер — вокал, гитара, клавиши, бас-гитара
- Джон Кристиан Рис — гитара
- Эрл В. Миллер — гитара, дрон-машина
- Кристофер ДиПино — бас-гитара
- Джордж Серрано — ударные